# Gayatri Chakravorty Spivak
Gayatri Chakravorty Spivak FBA (sinh ngày 24 tháng 2 năm 1942) là một học giả người Mỹ gốc Ấn, chuyên nghiên cứu về lý thuyết văn học và phê bình nữ quyền luận. Bà giữ chức danh Giáo sư của Đại học Columbia và là người có công thiết lập Viện So sánh Văn học và Xã hội (ICLS).
Được coi là một trong những trí thức theo trường phái hậu thực dân luận cực kỳ có ảnh hưởng, Spivak được biết đến nhiều nhất với bài tiểu luận "Tầng lớp hạ đẳng có quyền lên tiếng hay không?" và bản dịch tiếng Anh tác phẩm Về văn phạm luận của triết gia Jacques Derrida. Bà cũng đã chuyển ngữ nhiều tác phẩm của Mahasweta Devi sang tiếng Anh, cũng như viết một số phê bình về Devi, nổi bật nhất là Imaginary Maps và Breast Stories.
Spivak được trao tặng Giải thưởng Nghệ thuật và Triết học Kyoto vào năm 2012 với vai trò "nhà lý thuyết phê bình và nhà giáo đại diện ngành nhân văn để cất tiếng chống lại chủ nghĩa thực dân trí tuệ trong bối cảnh toàn cầu hóa." Năm 2013, bà nhận giải Padma Bhushan danh giá của Cộng hòa Ấn Độ.

## Ấn phẩm

### Sách
- Myself Must I Remake: The Life and Poetry of W.B. Yeats. Crowell. 1974. ISBN 9780690001143.
- In Other Worlds: Essays in Cultural Politics. Routledge. 2006 [1987]. ISBN 9781135070816. This is a collection of previously published essays.
- Selected Subaltern Studies. Oxford University Press. 1988. ISBN 9780195052893. This collection was edited by Ranajit Guha and Spivak, and includes an introduction by Spivak.
- The Post-Colonial Critic – Interviews, Strategies, Dialogues. Routledge. 1990. ISBN 9781134710850. This collection of interviews was edited by Sarah Harasym.
- Outside the Teaching Machine. Routledge. 2009 [1993]. ISBN 9781135070571.
- The Spivak Reader. Routledge. 1995. ISBN 9781135217129.
- A Critique of Postcolonial Reason: Toward a History of the Vanishing Present. Harvard University Press. 1999. ISBN 9780674177642.
- Death of a Discipline. Columbia University Press. 2003. ISBN 9780231503235.
- Conversations with Gayatri Chakravorty Spivak. Seagull Books. 2012 [2006]. ISBN 9781905422289. These conversations were conducted with Swapan Chakravorty, Suzana Milevska, and Tani E. Barlow.
- Who Sings the Nation-State?: Language, Politics, Belonging. Seagull Books. 2007. ISBN 9781905422579. This book was co-authored by Spivak and Judith Butler.
- Other Asias. Wiley. 2008. ISBN 9781405102070.
- Nationalism and the Imagination. Seagull Books. 2010. ISBN 9780857423184.
- An Aesthetic Education in the Era of Globalization. Harvard University Press. 2012. ISBN 9780674051836.
- Harlem. Seagull Books. 2012. ISBN 9780857420848. This book engages with photographs by Alice Attie.
- Readings. Seagull Books. 2014. ISBN 9780857422088.

### Một số tiểu luận chọn lọc
- "Translator's Preface" in Of Grammatology, Jacques Derrida, trans. Gayatri Chakravorty Spivak. Baltimore & London: Johns Hopkins University Press. ix-lxxxvii. 1976.
- Spivak, Gayatri Chakravorty (1985). "Three Women's Texts and a Critique of Imperialism". Critical Inquiry. 12 (1): 243–61. doi:10.1086/448328. S2CID 143045673.
- Spivak, Gayatri Chakravorty (1985). "The Rani of Sirmur: An Essay in Reading the Archives". History and Theory. 24 (3): 247–72. doi:10.2307/2505169. JSTOR 2505169.
- "Speculations on Reading Marx: After Reading Derrida" in Post-Structuralism and the Question of History, eds. Derek Attridge, et al. Cambridge: Cambridge University Press. 30–62. 1987.
- "Can the Subaltern Speak?" in Marxism and the Interpretation of Culture, eds. Cary Nelson and Lawrence Grossberg. Basingstoke: Macmillan. 271–313. 1988.
- "Woman in Difference: Mahasweta Devi’s ‘Douloti the Bountiful’" in Nationalisms and Sexuality, eds. Andrew Parker et al. New York: Routledge. 96–120. 1992.
- Spivak, Gayatri Chakravorty (1994). "Responsibility". Boundary 2. 21 (3): 19–64. doi:10.2307/303600. JSTOR 303600.
- "Ghostwriting". Diacritics. 25 (2): 65–84. 1995.
- Spivak, Gayatri Chakravorty (2001). "A Note on the New International". Parallax. 7 (3): 12–6. doi:10.1080/13534640110064084. S2CID 144501695.
- "Scattered Speculations on the Subaltern and the Popular". Postcolonial Studies. 8 (4): 475–86. 2006.

### Dịch phẩm
- Derrida, Jacques (2016) [1967]. Of Grammatology. The Johns Hopkins University Press. ISBN 9781421419954. This translation includes a lengthy critical preface by Spivak.
- Devi, Mahasweta (1995) [1993]. Imaginary Maps. Routledge. ISBN 9780415904636. This translation includes a critical introduction of the three stories.
- Devi, Mahasweta (1997). Breast Stories. Seagull Books. ISBN 9788170461401. This translation includes a critical introduction of the three stories.
- Mazumdar, Nirode; Sena, Rāmaprasāda (2000). Song for Kali: A Cycle. Seagull Books. ISBN 9788170461555. This translation includes an introduction to the story.
- Devi, Mahasweta (2002) [1999]. Old Women. Seagull Books. ISBN 9788170461449. This translation includes a critical introduction of the two stories.
- Devi, Mahasweta (2002) [1980]. Chotti Munda and His Arrow. Seagull Books. ISBN 9780857426772. This translation includes a critical introduction of the novel.
- Césaire, Aimé (2010) [1966]. A Season in the Congo. Seagull Books. ISBN 9781905422944. This translation includes a critical introduction of the novel.
- Red Thread (forthcoming)